# Berlingske

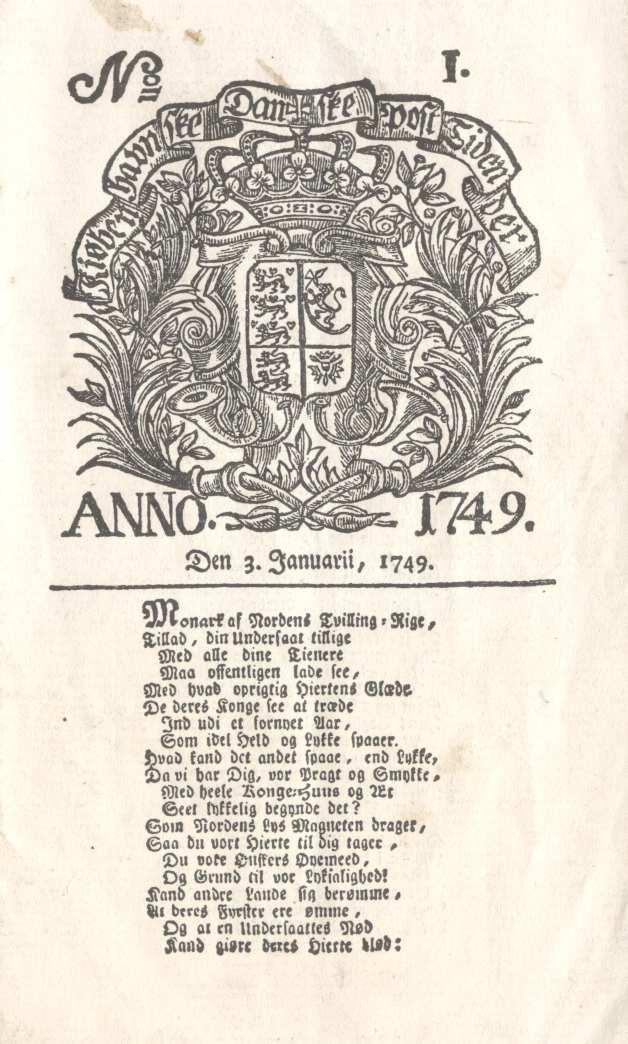
Seite 1 der Erstausgabe vom 3. Januar 1749

Die Berlingske ist die älteste heute noch erscheinende dänische Tageszeitung. Sie wurde von Ernst Heinrich Berling gegründet und am 3. Januar 1749 in Kopenhagen unter dem Titel Kjøbenhavnske Danske Post-Tidender erstmals herausgegeben. Die Zeitung ist dem liberal-konservativen Spektrum zuzurechnen und gehört dem dänischen Medienunternehmen Berlingske Media, das seit 2006 zur Mecom Group gehörte, bevor es 2014 in den Besitz des belgischen Medienkonzerns De Persgroep überging.

## Geschichte
In ihrer Geschichte wurde die Zeitung mehrfach umbenannt: 1808 in Danske Statstidende, 1833 in Berlingske Politiske og Avertissementstidende, 1936 in Berlingske Tidende und seit dem 26. Januar 2011 erscheint sie unter dem Namen Berlingske.
Während die Zeitung 1948 noch eine tägliche Auflage von 190.000 (Sonntagsausgabe: 226.000) erreichte, ging ihre Zahl bis 2011 auf rund 100.000 Exemplare zurück. Das entsprach der zweithöchsten Auflage aller Tageszeitungen in Dänemark hinter Jyllands-Posten.
Dem Herausgeber Berlingske Media gehören neben der Zeitung auch die seit 2020 wochentags gratis verteilte BT, Weekendavisen und bis Ende 2019 der Radiosender Radio24syv. Vorstandsvorsitzende des Unternehmens ist seit 2018 die ehemalige Ministerin Connie Hedegaard (Det Konservative Folkeparti). Die Mitarbeiterzahl geht seit den Übernahmen immer weiter zurück. Die digitalen Angebote werden auch bei Berlingske – wie bei allen dänischen Medien – höher priorisiert als das Printangebot.

## Auszeichnungen
Für die Berlingske gewannen bereits zwei Fotografen mit ihren Werken die Wahl zum Pressefoto des Jahres:
- 1999 gewann der dänische Fotograf Claus Bjørn Larsen, dessen Foto den Kosovokrieg thematisiert.[7]
- 2001 gewann der dänische Fotograf Erik Refner, dessen Foto den Krieg in Afghanistan thematisiert.[8]